# Pontal do Paraná
Pontal do Paraná is een gemeente in de Braziliaanse deelstaat Paraná. De gemeente telt 17.820 inwoners (schatting 2009).

## Aangrenzende gemeenten
De gemeente grenst aan Matinhos en Paranaguá.